# Station Vannes
Station Vannes is een spoorwegstation in de Franse stad Vannes.
Het wordt bediend door:
- De TGV op het traject Quimper - Paris-Montparnasse
- Treinen van het netwerk TER Bretagne op de trajecten:

Rennes - Quimper ; Quimper - Nantes ; Vannes - Lorient en Vannes - Redon.